# 260e division d'infanterie
La  260e division d'infanterie (en allemand : 260. Infanterie-Division ou 260. ID) est une des divisions d'infanterie de l'armée allemande (Wehrmacht) durant la Seconde Guerre mondiale.

## Historique
La 260. Infanterie-Division est formée le 26 août 1939 avec du personnel d'unité de réserve dans le Wehrkreis V à Stuttgart et le Wehrkreis XIII en tant qu'élément de la 4. Welle (4e vague de mobilisation).
Elle part aux opérations sur le Front de l'Ouest, avançant à partir de l'Eifel à travers le Luxembourg et la Belgique, jusqu'à la France jusqu'à Dijon.
Plus tard, en juin 1941, elle participe à l'opération Barbarossa au sein de l'Heeresgruppe Mitte dans la 2. Armee et combat aux portes de Moscou avec la 4. Armee.
Elle se retire avec le reste de la Wehrmacht à la suite des grandes contre-offensives de l'Armée rouge avant d'être capturé et détruite en juillet 1944 dans la poche de Minsk avec la 4. Armee et le XXVII. Armeekorps.
Les éléments survivants de la division sont utilisés pour former le Korps-Abteilung G.

## Organisation

### Commandants
| Date                                  | Grade                  | Commandant            |
| ------------------------------------- | ---------------------- | --------------------- |
| 1er septembre 1939 - 1er janvier 1941 | General der Infanterie | Hans Schmidt          |
| 1er janvier 1941 - 27 août 1942       | General der Infanterie | Walther Hahm          |
| 27 août 1942 - 6 octobre 1942         | General der Infanterie | Dietrich von Choltitz |
| 6 octobre 1942 - 9 novembre 1943      | General der Infanterie | Walther Hahm          |
| 9 novembre 1943 - 21 avril 1944       | Generalleutnant        | Robert Schlüter (de)  |
| 21 avril 1944 - 9 juillet 1944        | Generalmajor           | Günther Klammt (de)   |

### Officiers d'opérations (Generalstabsoffiziere (Ia))
| Date                         | Grade               | Commandant        |
| ---------------------------- | ------------------- | ----------------- |
| 26 août 1939 - 20 avril 1940 | Hauptmann i.G.      | Hugo Sittmann     |
| 20 avril 1940 - 22 mars 1942 | Oberstleutnant i.G. | Herbert Köstlin   |
| Juin 1942 - Juillet 1944     | Oberstleutnant i.G. | Rolf von Tresckow |

## Théâtres d'opérations
- Allemagne : septembre 1939 - mai 1940
- France : mai 1940 - juin 1941
- Front de l'Est, secteur Centre : juin 1941 - juillet 1944
  - 1941 - 1942 : Opération Barbarossa
    - 22 octobre 1941 au 22 janvier 1942 : Bataille de Moscou

## Ordres de bataille
Août 1939
- Infanterie-Regiment 460
- Infanterie-Regiment 470
- Infanterie-Regiment 480
- Artillerie-Regiment 260
- Pionier-Bataillon 260
- Panzerabwehr-Abteilung 260
- Aufklärungs-Abteilung 260
- Infanterie-Divisions-Nachrichten-Abteilung 260
- Divisions-Nachschubführer 260

Eté 1943
- Grenadier-Regiment 460
- Grenadier-Regiment 480
- Divisions-Füsilier-Bataillon 260
- Feldersatz-Bataillon 260
- Artillerie-Regiment 260
- Pionier-Bataillon 653
- Infanterie-Divisions-Nachrichten-Abteilung 260
- Divisions-Nachschubführer 260

Avril 1944
- Grenadier-Regiment 460
- Grenadier-Regiment 470
- Grenadier-Regiment 480
- Divisions-Füsilier-Bataillon 260
- Feldersatz-Bataillon 260
- Artillerie-Regiment 260
- Pionier-Bataillon 653
- Infanterie-Divisions-Nachrichten-Abteilung 260
- Divisions-Nachschubführer 260